# Céline Chevet
Céline Chevet, né le 6 janvier 1989 en France, est une romancière et nouvelliste française.

## Distinction
- Prix Les Aventuriales / 2021 du « Meilleur roman » pour Les Chaînes du silence

## Publications

### Romans
- Le Ventre, éd. Juno Publishing, Hécate, 2017
- La Fille qui tressait les nuages, éd. du Chat Noir, 2018 ,
- Les Fantômes de Cassiopée, éd. Juno Publishing, Hécate, 2019
- Les Chaînes du silence, Ed. du Chat Noir, Coll. Griffe Sombre, 2020, prix Les Aventuriales / 2021 du « Meilleur roman »
- Sous les sabots des dieux - 1,  Ed. du Chat Noir, Coll. Neko, 2020
- Sous les sabots des dieux - 2,  Ed. du Chat Noir, Coll. Neko, 2021

### Nouvelles
- Chris ,  in anthologie « Malpertuis - VIII », éd. Malpertuis, coll. Brouillards n° 43, 2017.
- Les Yeux du corbeau, in anthologie « Bal masqué », éd. du Chat Noir, coll. Griffe Sombre, 2017.
- Manège en cage, in anthologie « Entre Rêves et Irréalité », éd. Arkuiris, 2017.
- Je plonge, tu plonges, nous plongeons, in anthologie « La Folie et L'Absinthe », éd. Noir d'Absinthe, 2019.
- Reset ,  in « Le Temps revisité », éd. Arkuiris, 2019.
- Kaibyo , in « 9 », éd. du Chat Noir, coll. Griffe Sombre, 2021.